# Meerufenfushi
Meerufenfushi (Dhivehi މޭރުފެންފުށި), kurz Meeru genannt, ist eine etwa 1,2 km lange und 350 m breite Insel des Nord-Malé-Atolls (Verwaltungsatoll Kaafu) und Hotelanlage der Malediven. Das 4½-Sterne-Resort trägt den Namen Meeru Island Resort & Spa und gehört zu Crown & Champa Resorts, welche insgesamt sieben Resorts auf den Malediven besitzen.

## Lage
Meerufenfushi, was so viel wie Süßwasserinsel heißt, ist eine der ältesten Hotelinseln der Malediven und zählt heute zu den vier größten Resorts.
Die Insel Meeru gehört zu den so genannten Touristeninseln und darf von jedem bereist und betreten werden. Sie ist circa 1200 m lang und 350 m breit und 60 ha groß. Südlich in unmittelbarer Nähe liegt Dhiffushi, eine von Maledivern bewohnte sog. Einheimischen-Inseln (local island), die von Touristen nur im Rahmen organisierter Touren besucht werden darf. Meeru liegt etwa 40 km nördlich des Flughafens und der Hauptstadt Malé. Der Transfer von Malé nach Meeru per Schnellboot beträgt ca. 50 min und 15 min mit dem Wasserflugzeug.
Die Zeitverschiebung zwischen Deutschland (MESZ – Sommerzeit) und Meeru beträgt 3 Stunden bzw. 4 h bei Winterzeit (MEZ – Normalzeit), da es dort keine Zeitumstellung gibt.

## Geschichte
Die Hotelanlage auf Meeru wurde 1977 eröffnet, es existierten zu Beginn einfache Standardzimmer in Langhäusern mit je vier bis fünf Zimmern. 1996 wurde eine umfangreiche Renovierung vorgenommen. 1998 erfolgte der Bau von 138 Beachvillen, 27 Wasservillen und den zwei Honeymoon-Suiten, welche sich auf Stegen über dem Wasser befanden. Des Weiteren erfolgte im selben Jahr der Bau des ersten Swimmingpools. Nachdem auch Meeru vom Tsunami 2004 betroffen war, mussten ebenfalls Reparatur-Arbeiten durchgeführt werden, in dessen Rahmen 61 Beachvillen zu Jacuzzi-Beachvillen umgebaut wurden.
2004 wurde der Norden der Insel bebaut, es entstanden die ersten 33 Jacuzzi-Wasservillen, welche auf Stegen über dem Wasser stehen, zudem wurde das Maalan-Restaurant inklusive Uthuru Bar sowie die Nord-Rezeption errichtet. 2006 erfolgte der Bau von 44 weiteren Jacuzzi-Wasservillen an der Ostseite von Meeru. 2007 eröffnete auf der Südseite der Insel das Restaurant Asian Wok, außerdem wurde die Kakuni-Bar renoviert. Der Pavillon-Pool inklusive des Hot Rock Restaurant auf der Ostseite der Insel wurden 2008 fertiggestellt. Ab 2009 erfolgte die Renovierung der einzelnen Zimmer, 2012 wurde die Dhoni-Bar und 2016 das Farivalhu-Restaurant erneuert. Die beiden Honeymoon-Suiten wurden 2015/16 abgebaut.

## Anlage
Die Anlagen bestehen aus den verschiedenen Bungalowtypen Gardenroom, Beachvilla, Jacuzzi-Beachvilla, Watervilla und Jacuzzi-Watervilla. Letztere stehen auf Stegen über dem Wasser und wurden ab 2004 errichtet. Des Weiteren gibt es auf der Insel mehrere Restaurants, Bars und Cafés. Ein Kunstrasen- und ein Kleinfeld-Fußballfeld sind ebenso wie mehrere Tennisplätze und Badmintonfelder vorhanden. Ebenso befindet sich auf Meeru ein kleiner Golfplatz. An der West- und Ostseite befindet sich jeweils ein Swimmingpool. Jeweils ein Spa befindet sich im Norden und Süden der Insel. Im Zentrum der Insel befindet sich ein großer Dieselgenerator, der die Energieversorgung der Insel sicherstellt. Der gewonnene Strom wird unter anderem zur Meerwasserentsalzung für die Süßwassergewinnung verwendet. Zu früheren Zeiten hatte man Trink- und Brauchwasser über eine Pumpe aus dem Boden erhalten. Die Unterkünfte für die Angestellten befinden sich im Inneren der Insel.
Es gibt auf der Insel keine asphaltierten Straßen – alle Orte sind leicht zu Fuß erreichbar (eine Umrundung dauert ca. eine dreiviertel Stunde). Die Wege, die den Norden und den Süden der Insel, sowie den Westen und den Osten miteinander verbinden, bestehen aus mehr oder weniger festgefahrenem Korallensand. Es gibt nur sehr wenige Fahrzeuge auf der Insel, davon hauptsächlich Club Cars.
Verschiedene Ausflüge sind von Meeru aus möglich: Zweimal täglich wird das Hausriff ca. 1 km vor Meeru per Boot angefahren, außerdem werden Tagesausflüge unter anderem nach Malé und Kagi oder zahlreiche Boots- und Tauchausflüge im gesamten Atoll angeboten.

## Flora und Fauna
Die Vegetation besteht aus dichtem Kokospalmenbewuchs, Bananenstauden und Brotfruchtbäumen und einigen Laubbäumen anderer Arten.
Zu den auf der Insel lebenden Tiere zählen der Graureiher, Flughunde, die Weißbrust-Kielralle, die Blutsaugeragame, der Asiatische Hausgecko, wenige Schlangen und ungiftige Spinnen. Am Strand lassen sich besonders nachts viele Einsiedlerkrebse und Geisterkrabben beobachten.
Im Meer um die Insel herum lebt eine artenreiche Tierwelt.
Man kann im Wasser und sogar vom Strand aus Schwarzspitzenriffhaie, verschiedene Rochen wie den Stachelrochen und eine Vielzahl an anderen Fischen beobachten. Bei Bootsausflügen können häufig Delfine gesehen werden, die neben dem Boot aus dem Wasser springen.

## Impressionen

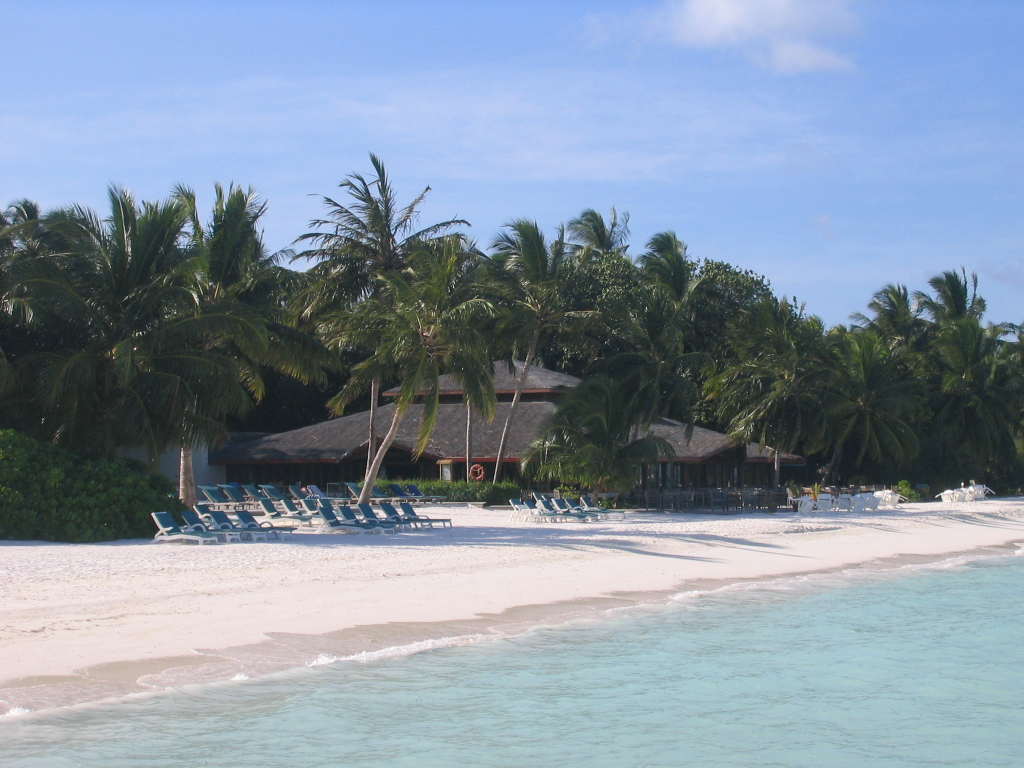
Dhoni-Bar auf Meeru
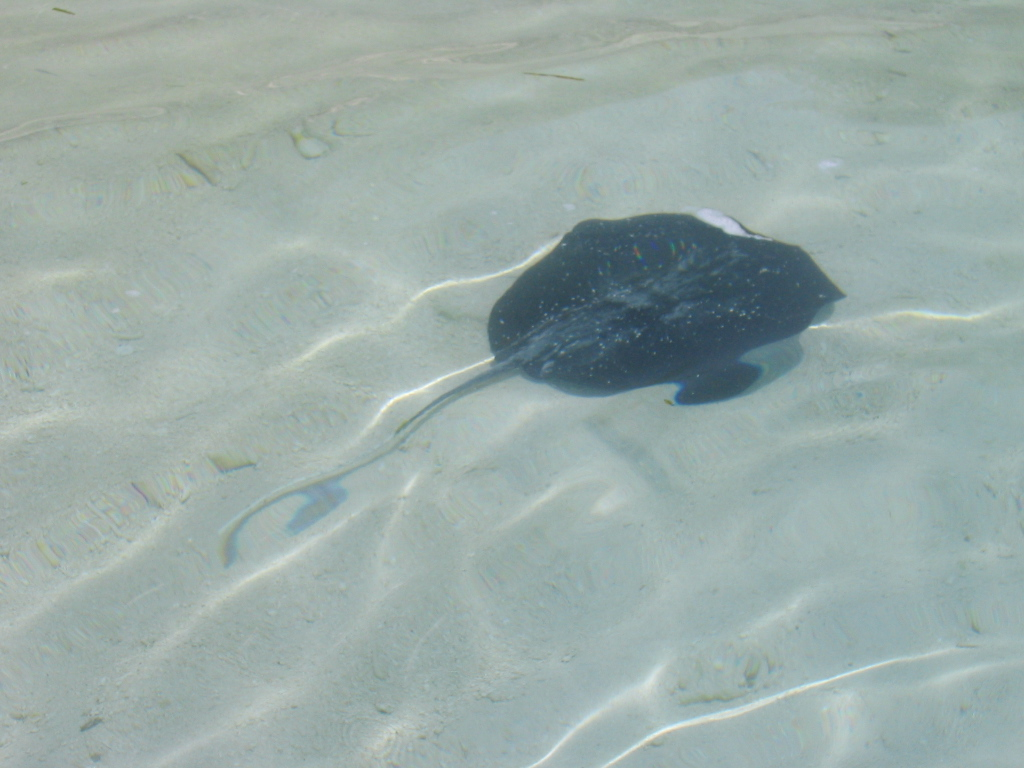
Rochen am Strand
Reiher vor Meeru
Jacuzzi-Wasservillen
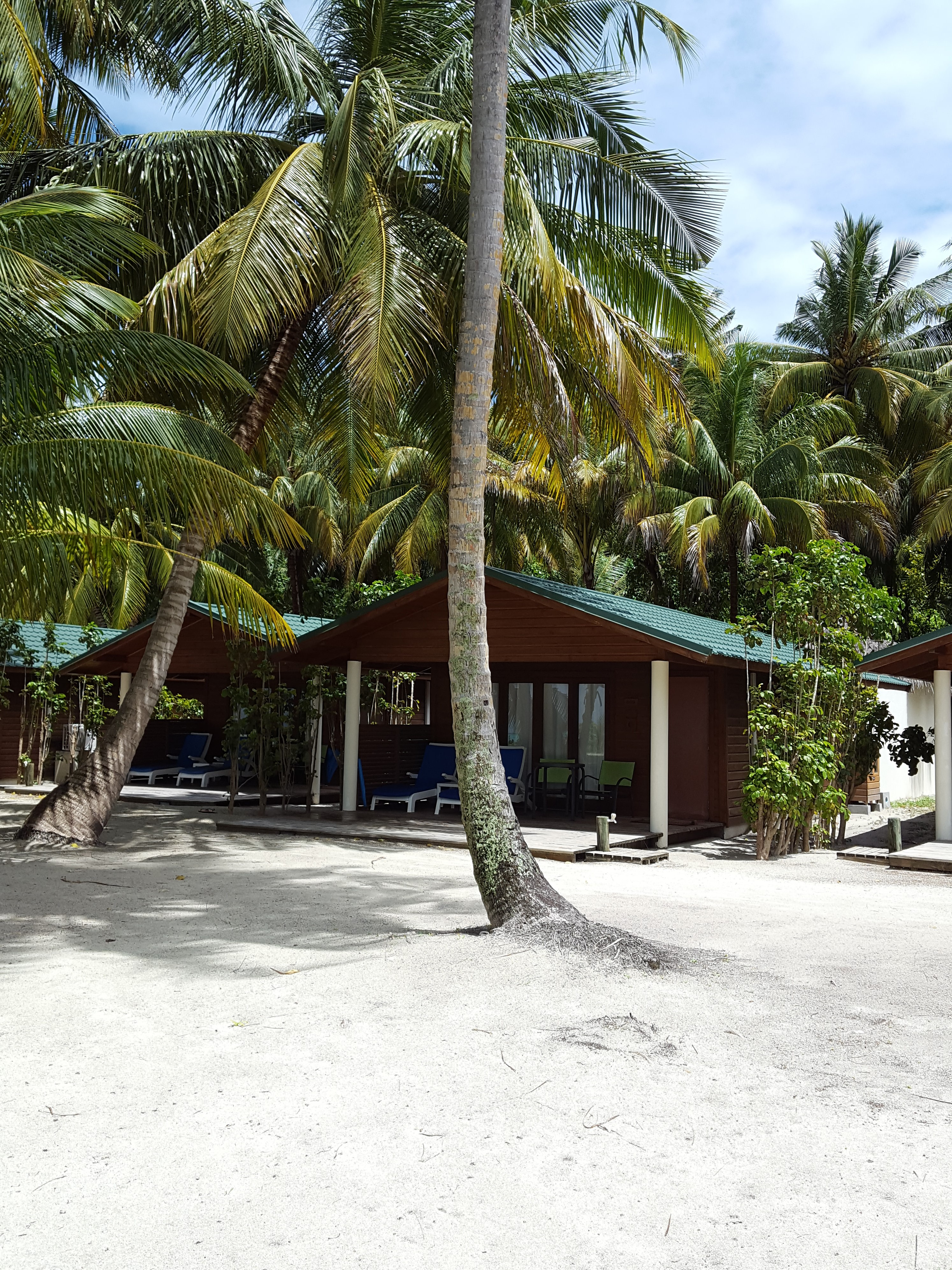
Beachvillen
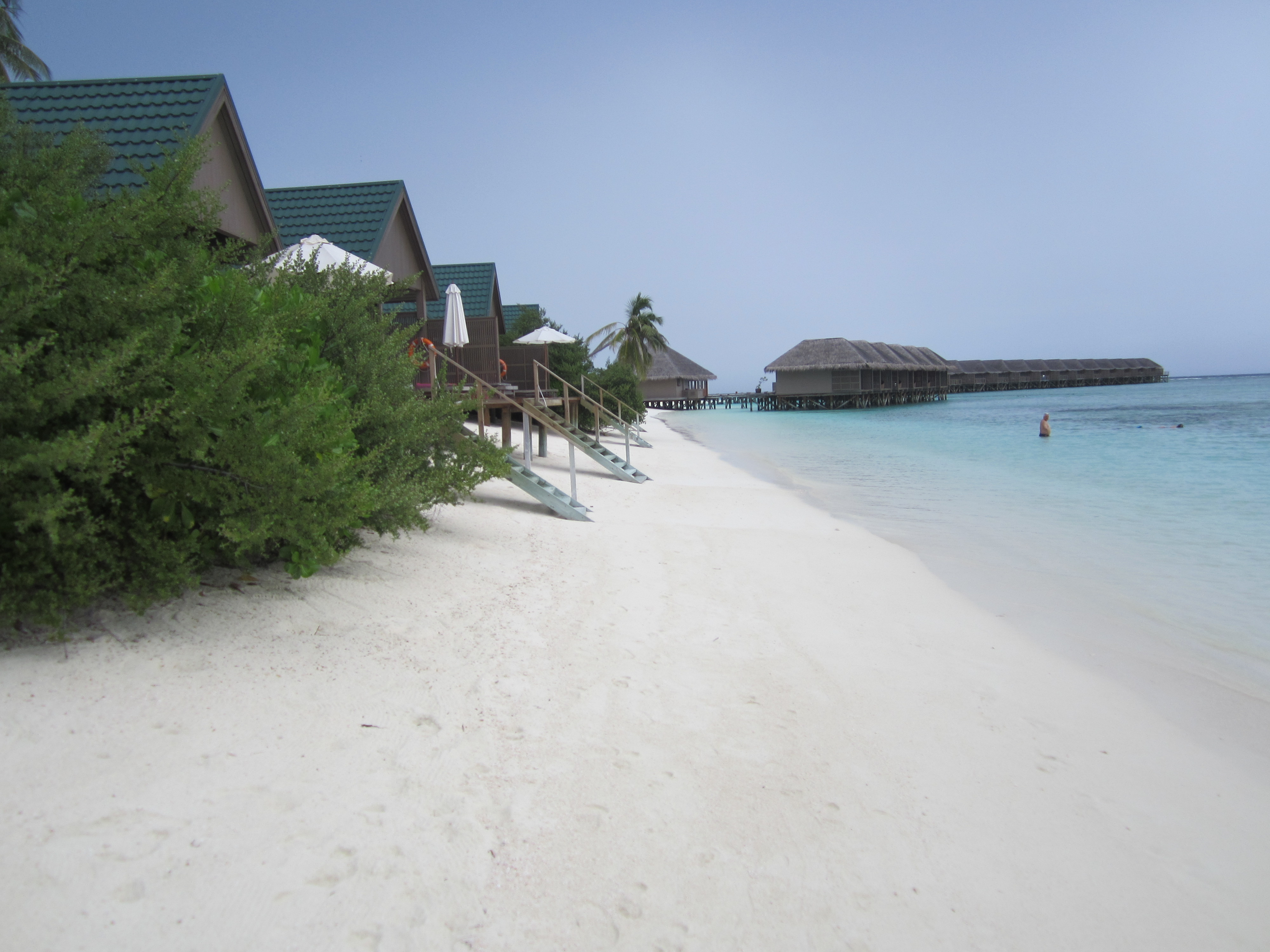
Wasservillen und Jacuzzi-Wasservillen im Hintergrund
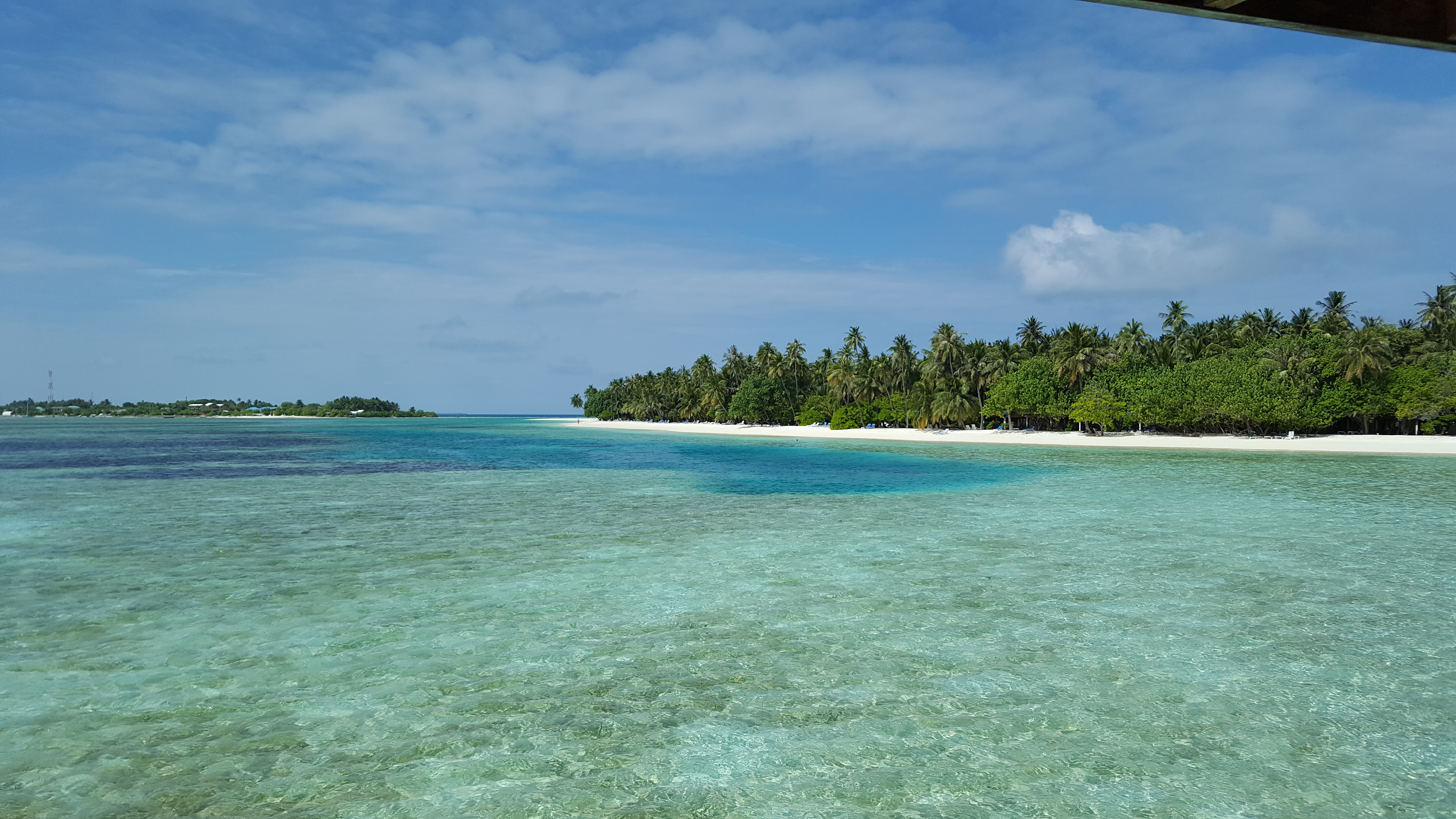
Ostküste von Meeru und Dhiffushi